# Lawrence Dixon
Lawrence W. „Beau“ Dixon (* 5. September 1895 in Chillicothe, Ohio; † 1970 in Chicago) war US-amerikanischer Jazzmusiker (Gitarre, Banjo, Arrangement).

## Leben und Wirken
Dixon, der aus einer Musikerfamilie stammte, arbeitete ab 1924 zunächst in Columbus bei Sammy Stewarts Ten Knights of Syncopation, mit denen erste Aufnahmen für Paramount entstanden, dann in Chicago bei Vance Dixons Jazz Maniacs (1926/27), Fess Williams (1928), Dave Peyton, Paul Jordan, Clarence Moore und Grant Williams (1930). Von 1931 bis 1937 spielte er zunächst als Banjospieler, dann als Rhythmusgitarrist bei Earl Hines, in dessen Orchester er auch gelegentlich auch als Arrangeur fungierte, wie in „Cavernism“ und „Bubbling Over“. Mitte der 1950er-Jahre trat er als Mitglied von Franz Jackson and the Original Jass All Stars wieder auf der Musikszene in Erscheinung, mit denen er bis in die späten 1960er-Jahre auftrat. Im Bereich des Jazz war er zwischen 1924 und 1966 an 25 Aufnahmesessions beteiligt. Er verstarb nach längerer Krankheit im Michael Reese Hospital.